# Supercup 2022 (basketbal)
De wedstrijd om de Supercup op 28 september 2022 was de 11e editie van de Supercup in het Nederlandse basketbal. Gastheer was de regerend landskampioen Heroes Den Bosch uit 's-Hertogenbosch. Tegenstander was Donar uit Groningen. Den Bosch won voor de tweede maal de supercup na de winst in 2017. Voor de achtste keer werd de wedstrijd gewonnen door de landskampioen.

## Wedstrijd
| 28 september 2022 20.00 Finale Supercup | Heroes Den Bosch  | 76–59 | Donar              | Maaspoort, 's-Hertogenbosch              |  |
| 28 september 2022 20.00 Finale Supercup | Austin Price (14) |       | Vernon Taylor (20) | Kwartstanden: 24–10, 22–18, 13–16, 17–15 |  |
| 28 september 2022 20.00 Finale Supercup |                   |       |                    |                                          |  |
|                                         |                   |       |                    |                                          |  |

| Heroes Den Bosch | Donar |

| Supercup 2022                 |
| ----------------------------- |
| Heroes Den Bosch Tweede titel |